# The Ice Sheet Ogden
El The Ice Sheet Ogden és una pista de gel situada a la ciutat d'Ogden (Utah, Estats Units). Situada al campus de la Weber State University, fou inaugurada el 1993 i és utilitzada per a la pràctica del cúrling, hoquei sobre gel i el patinatge artístic.
Durant la celebració dels Jocs Olímpics d'Hivern de 2002 realitzats a Salt Lake City fou la seu de la competició de cúrling.

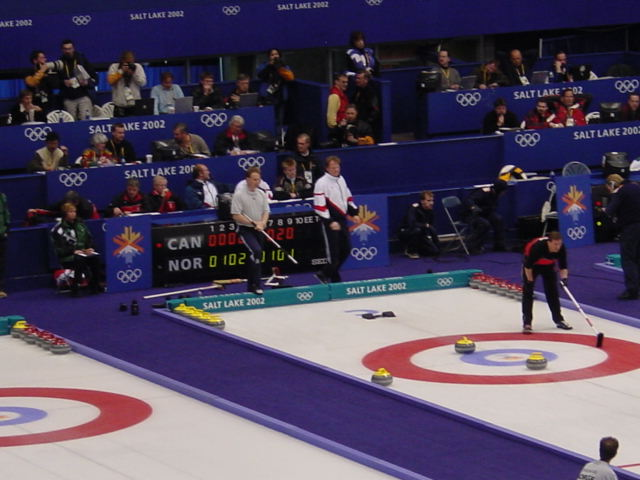
Cúrling olímpic a The Ice Sheet, 2002